# Cyllenia laevis
Cyllenia laevis är en tvåvingeart som beskrevs av Jacques-Marie-Frangile Bigot 1888. Cyllenia laevis ingår i släktet Cyllenia och familjen svävflugor.
Artens utbredningsområde är Tunisien. Inga underarter finns listade i Catalogue of Life.